# Sperma

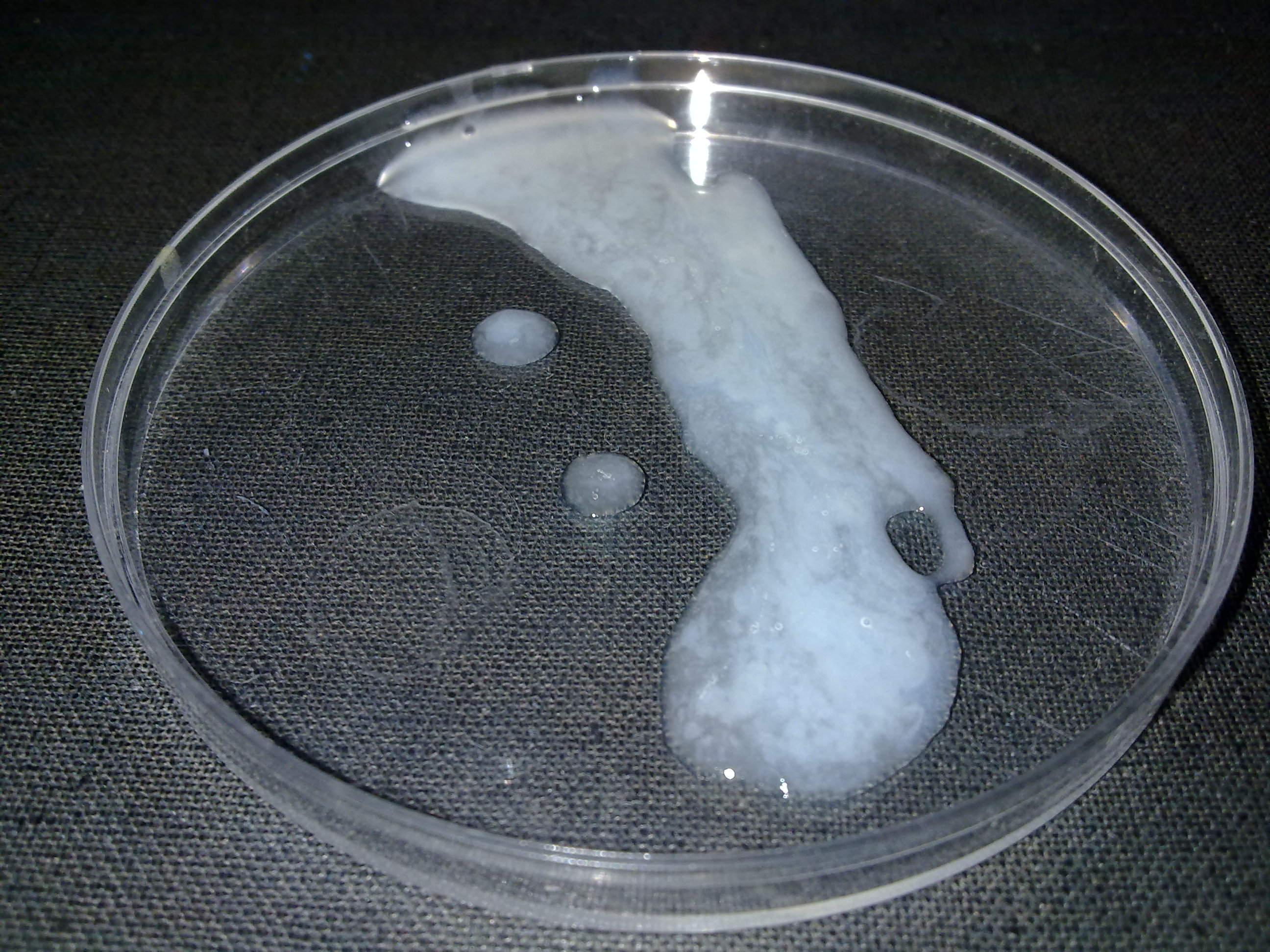
Sperma umano in una capsula

Lo sperma, conosciuto anche come liquido seminale, è un composto organico di consistenza liquido-albuminosa e di colore bianco oppure bianco-perlato, con aspetto opalescente o lattescente. Fisiologicamente contiene cellule germinali dette spermatozoi (assenti nei casi patologici di azoospermia) prodotte nelle gonadi di animali maschi o ermafroditi, e altre sostanze di natura organica. Il compito dello sperma è la fecondazione dell'ovulo femminile (gamete femminile) e il processo di espulsione dalle vie genitali è detto eiaculazione.
Nel seme sono presenti alcuni ormoni, la cui funzione precisa non è stata ancora determinata. È composto da una parte solida e una parte liquida; la parte cellulare, costituita dagli spermatozoi, è prodotta dai testicoli, mentre la restante parte è prodotta dalla prostata e dalle vescicole seminali, nonché dalle ghiandole periuretrali. Interventi chirurgici come la vasectomia permettono all'uomo di avere rapporti sessuali eiaculando liquido spermatico privo di spermatozoi, e annullano così la possibilità che possa concepire un figlio.

## Aspetti fisiologici
Spermatozoi e altre sostanze s'incontrano solo pochi istanti prima di essere eiaculati. Gli spermatozoi o cellule germinali maschili costituiscono solamente il 5% del liquido seminale, mentre il restante 95% è costituito da plasma seminale. Il plasma seminale è costituito, a sua volta, da liquido prostatico (30%) secreto dalla prostata, secrezioni delle vescicole seminali (70%) e liquido di Cowper (5-10%) prodotto dalle ghiandole bulbouretrali (sia nella fase pre-eiaculatoria, sia durante l'eiaculazione).
Sono diverse le sostanze nutritive che compongono lo sperma: principalmente zuccheri (in particolare fruttosio) e proteine nobili, ma anche discrete dosi di selenio, zinco, magnesio, fosforo, potassio e acido ascorbico. Presenta una consistenza variabile e una viscosità che lo rende scivoloso e simile all'albume dell'uovo.

### Fecondazione interna ed esterna
A seconda delle specie, gli spermatozoi possono fecondare il gamete femminile esternamente oppure internamente.
1. Nella fecondazione esterna gli spermatozoi fecondano l'uovo direttamente, all'esterno degli organi sessuali femminili. Per esempio, un pesce o una rana di sesso femminile diffondono le proprie uova nell'ambiente acquatico, dove poi vengono fecondate dal seme del maschio.
2. Nella fecondazione interna, invece, la fecondazione avviene all'interno degli organi sessuali femminili. La fecondazione interna avviene dopo l'inseminazione di una femmina da parte del maschio, attraverso l'atto sessuale. Questo tipo di fecondazione avviene per esempio in rettili, uccelli e mammiferi.

### Composizione del seme umano

Illustrazione di spermatozoo umano in dettaglio

Un uomo adulto, a ogni eiaculazione, emette da 1,5 ml a 5 ml di sperma, quantità che dipende dall'intervallo di tempo che passa tra un'eiaculazione e l'altra, dalla produzione di testosterone e da fattori individuali non del tutto studiati. In genere, più è lungo l'intervallo, più sperma viene prodotto, con una quantità massima cumulabile generalmente dopo una settimana di astinenza. Variabile è anche il numero di spermatozoi per millilitro di eiaculato, legato soprattutto allo stato di salute del soggetto: tale numero varia da 20 a 200 milioni per millilitro. 
Anche la densità del liquido spermatico dipende da più fattori. Nella maggior parte dei casi ha una densità discreta, ma il suo aspetto può variare da una consistenza viscosa a uno stato quasi completamente liquido, ma mai trasparente.
Il seme degli esseri umani contiene una complessa gamma di costituenti organici e inorganici e rappresenta per gli spermatozoi sia una protezione sia un nutrimento, durante il loro viaggio attraverso il tratto riproduttivo femminile. L'ambiente vaginale è infatti ostile per le cellule dello sperma, poiché è un ambiente molto acido (per via della microflora ivi esistente che produce acido lattico), viscoso e ricco di cellule immunitarie. I tanti componenti presenti nel seme, favorevoli agli spermatozoi, cercano di contrastare questo ambiente ostile affinché gli stessi possano sopravvivere per il tempo necessario al raggiungimento dell'ovulo da fecondare.
La viscosità del liquido seminale cambia rapidamente dopo l'emissione; inizialmente molto denso e cremoso, tende a fluidificarsi in tempi variabili da pochi minuti a mezz'ora. Il caratteristico intenso odore è dovuto all'ossidazione della spermina nella sua base volatile.

#### Cause di scarsa/cattiva produzione del seme umano
L'incremento dei livelli plasmatici di omocisteina è direttamente o indirettamente causa di negativa spermatogenesi con oligospermia e/o astenospermia.
Inoltre è stato visto, in uno studio spagnolo di controllo, che in caso di scarsa assunzione di alimenti antiossidanti, come l'acido folico, vitamina C e altri, si ha una cattiva qualità del seme maschile.
La somministrazione di antiossidanti come pentossifillina, acido folico e lo zinco migliorano la fertilità in caso di varicocele. Inoltre, la cattiva qualità del seme umano è correlata allo stato di metilazione del DNA umano in modo inversamente proporzionale alla concentrazione di folati circolanti.

#### Secretio ex libidine
Esiste un liquido emesso prima dell'eiaculazione, detto secretio ex libidine, che può essere erroneamente confuso con lo sperma, ma tale non è: si tratta di una secrezione ad azione lubrificante prodotta in buona quantità dalle ghiandole bulbo-uretrali di Cowper, poste intorno all'uretra; durante l'erezione possono contrarsi e secernere piccoli quantitativi di liquido che lubrificano il glande.
Nella secretio ex libidine si possono tuttavia trovare già alcuni spermatozoi che si sono fatti strada nell'uretra separatamente dagli altri, e che possono essere emessi insieme con la secrezione. Questo fenomeno, sebbene piuttosto raro, può essere fra le cause di fallimento della pratica contraccettiva del coito interrotto. Per tale motivo, inoltre, i medici consigliano di indossare il profilattico già dopo il petting, e comunque sempre prima della penetrazione vaginale.

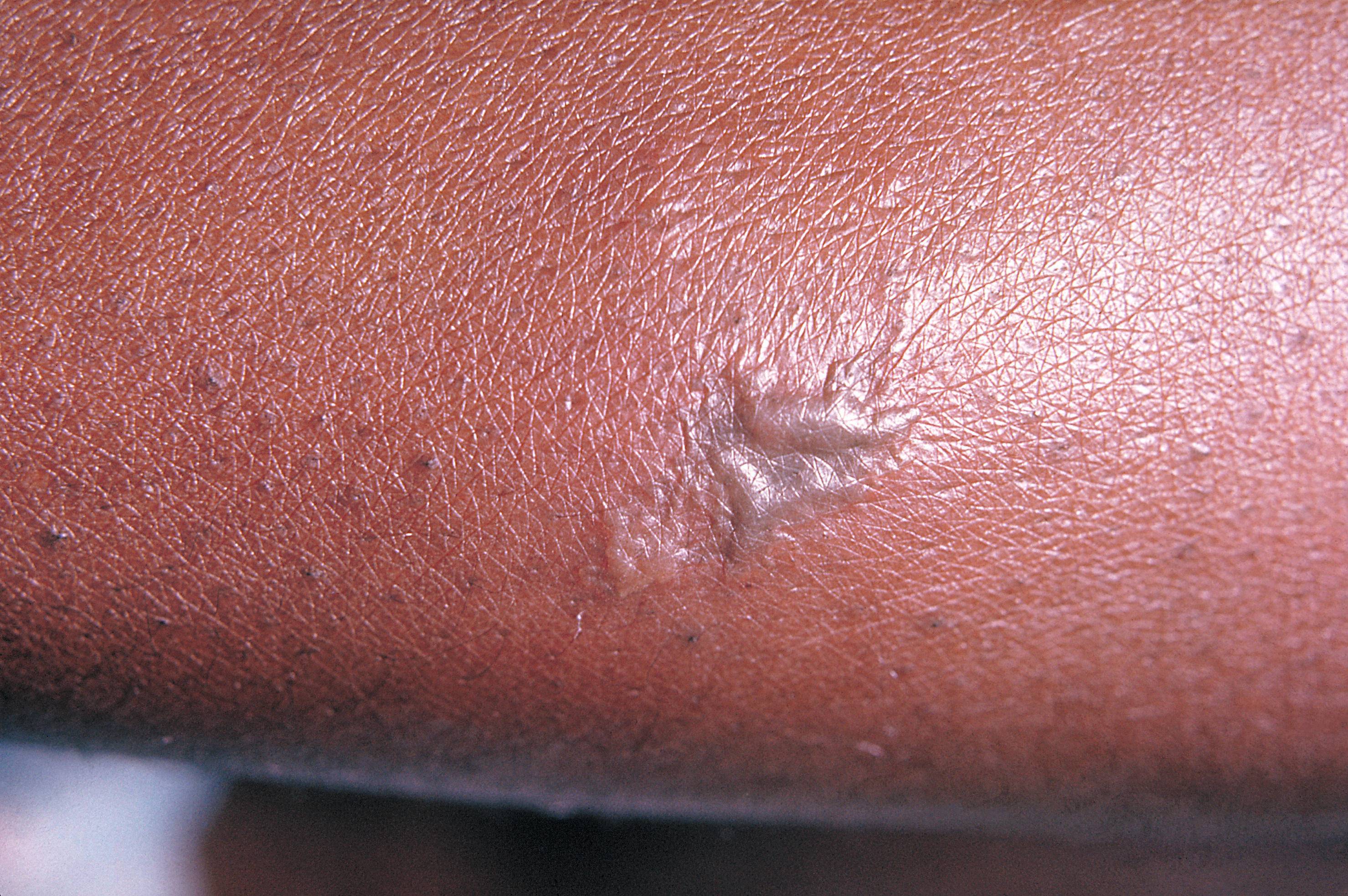
Effetti della gonorrea sulla pelle del braccio di un paziente

### Il seme come vettore di trasmissione di malattie
Gli elementi che lo compongono sono ad alto valore nutritivo e pertanto non sono, di per sé, nocivi per la salute, se si esclude l'eventuale presenza di virus infettivi (es. HIV) oppure batteri.
Lo sperma infetto, in quanto secrezione genitale, può essere pertanto veicolo di malattie come ad esempio l'AIDS, la sifilide o la gonorrea, trasmissibili attraverso lo scambio di fluidi corporei; queste malattie vengono pertanto definite "sessualmente trasmissibili" o "veneree".
Per l'essere umano l'unico sistema di protezione contro queste malattie è di natura meccanica, attraverso l'utilizzo del profilattico (o preservativo), che impedisce il contatto diretto dei fluidi corporei e pertanto evita, a meno di falle nella struttura plastica, sia l'eventuale trasmissione di malattie sia il concepimento.

### Allergia al seme umano
Sono stati riscontrati diversi casi, anche se rari, di un'allergia al liquido seminale nota come ipersensibilità al seme umano, più precisamente è un'allergia a una molecola contenuta nel liquido seminale, la spermidina, questa reazione si può avere sia da parte del sesso femminile sia da parte del sesso maschile, in quest'ultimo caso viene conosciuta come "POIS, Post Orgasmic Illness Sindrome".
I sintomi possono essere localizzati oppure sistemici e possono includere prurito vaginale, rossore, gonfiore delle grandi e piccole labbra oppure bolle anche dopo 30 minuti dal contatto. Possono anche includere prurito generalizzato, orticaria e talvolta possono perfino rendere difficoltosa la respirazione o incorrere in shock anafilattico.
Il modo migliore per testare se si sospetta un'ipersensibilità al seme umano è quello di adoperare abitualmente il preservativo durante i rapporti sessuali, per constatare se i sintomi permangono oppure svaniscono con l'uso dello stesso.
I casi più lievi di quest'allergia spesso possono essere superati semplicemente con un'esposizione ripetuta al liquido seminale. Generalmente una normale attività sessuale col partner che eiacula direttamente in vagina rende le donne allergiche immuni dopo appena alcuni mesi.
Invece nei casi più gravi, in cui persiste lo stato allergico, è fondamentale consultare un medico, specie nel caso in cui una coppia stia tentando un concepimento, dove in tale circostanza potrebbe essere raccomandata l'inseminazione artificiale con la purificazione dello sperma dalle proteine che causano l'allergia.

### Commestibilità dello sperma
Lo sperma di alcuni animali è impiegato come alimento per l'uomo. Per esempio, lo sperma di tonno è l'ingrediente principale di un piatto tipico siciliano e sardo, il lattume o figatello. Nella cucina rumena lo sperma di carpa e di altri pesci d'acqua dolce è utilizzato in frittura come alimento, denominato lapti (dal latino lactes). Nella cucina russa, lo sperma dell'aringa (молока moloka) viene marinato come il resto del pesce ma consumato separatamente.

### Studi sugli effetti biologici dello sperma
Diversi studi scientifici sono stati condotti per individuare altri possibili effetti biologici dello sperma, oltre a quello riproduttivo.
Un recente studio (giugno 2019) pubblicato sul Journal of Reproductive Immunology, indica che il sesso orale è associato a una ridotta incidenza di aborti ricorrenti, probabilmente grazie all'esposizione agli antigeni paterni che avviene mediante l'assorbimento dello sperma attraverso la mucosa orale.
Uno studio scientifico del 2000, e successivi, hanno suggerito che una maggiore esposizione allo sperma del partner (sia tramite ingestione da fellatio che attraverso altre modalità di rapporto sessuale) da parte delle gestanti può ridurre il rischio della sindrome preeclamptica e quindi dell'eclampsia.
Uno studio del 2000 del prof Gordon Gallup, della dottoressa Rebecca Burch e del dott Steven Platek  ha suggerito che l'assunzione dello sperma potrebbe avere effetti antidepressivi. Lo studio ha comparato due gruppi di donne, uno dei quali utilizzava sistemi contraccettivi di barriera, l'altro no.
I risultati di uno studio caso-controllo pubblicati sulla rivista Oncology nel 1978 indicavano che una ridotta esposizione allo sperma rappresentava un fattore di rischio per lo sviluppo del cancro del seno.
Tali risultati sono stati confermati da un successivo studio condotto dal 1982 al 1985 dalle dottoresse Monique G.Lê, Annie Bacheloti e Catherine Hill che ha evidenziato un significativo decremento del rischio di sviluppare un tumore al seno (p = 0,004) nelle donne esposte allo sperma.